# Rano Raraku

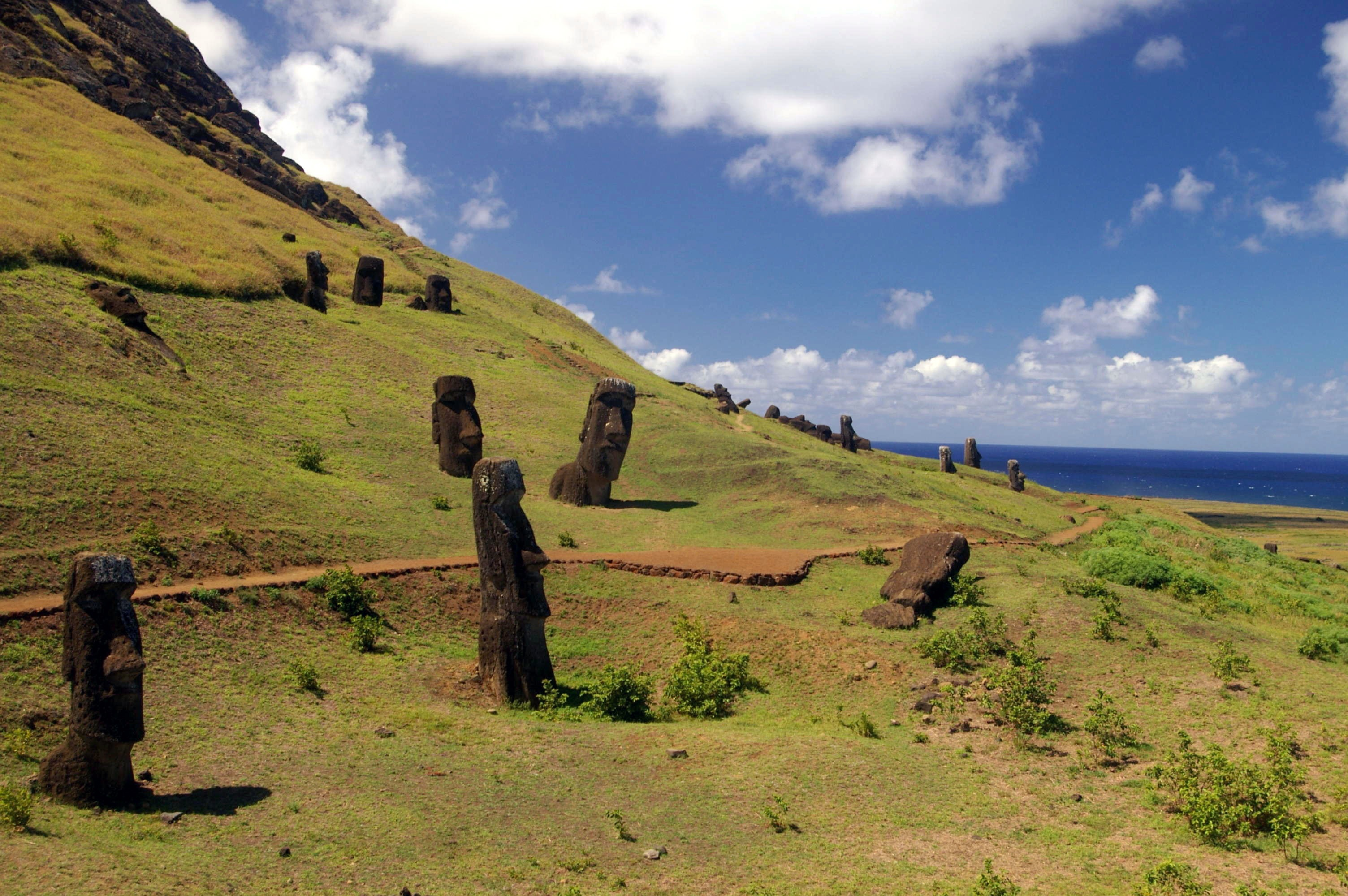
Vnější svah Rano Raraku s dvaceti sochami Moai

Rano Raraku je boční kráter dnes již neaktivní sopky Maunga Terevaka na Velikonočním ostrově. Vnější svah kráteru Rano Raraku byl v době od šestého do osmnáctého století lomem, ze kterého původní obyvatelstvo ostrova tesalo monolitické sochy Moai.

## Geografie a geologie
Kráter Rano Raraku se nalézá ve východní části Velikonočního ostrova asi 12 km od obce Hanga Roa.
Rano Raraku je boční kráter rozlehlé sopky Maunga Terevaka a nachází se 9 km jihovýchodně od jejího vrcholu (507 m n. m.). Sopka Terevaka je nejmladší ze tří sopek na ostrově; její stáří se odhaduje na 300 000 let. Vulkány Rano Kau a Poike původně vytvářely oddělené ostrovy.
Teprve vulkanický proces vzniku sopky Maunga Terevaka spojil území všech tří sopek a zformovali dnešní tvar ostrova. Povrchové vrstvy kráteru Rano Raraku jsou tvořeny tufem - zhutněným sopečným prachem.
Kráter je tvarově výrazně nesymetrický. Jihovýchodní stěny kráteru jsou příkré, zcela znemožňující turistický přístup na hřeben. Severní a severozápadní část kráteru je mírně svažitá a umožňující přístup.

## Kráterové jezero
Slovo Rano znamená v jazyce původních obyvatel ostrova kráterové jezero.
Na ostrově jsou tři kráterová jezera, která jsou jedinými přírodními rezervoáry srážkové vody na ostrově.
Vedle Rano Raraku je to Rano Kau a Rano Aroi.
Jezero Rano Raraku má plochu zhruba 10 ha. Nadmořská výška hladiny je 50 m. Je zhruba kruhového tvaru o průměru přibližně 350 m. Objem vody je přibližně 206 000 m³. Největší hloubka je cca 3m. Voda je téměř neutrální, ph=7,15.
Břehy kráterového jezera Rano Raraku jsou porostlé rákosím totora Polygonum a Scirpus californicus. Vegetace pokrývá asi 45% plochy hladiny zejména v jižní třetině jezera a je tvořena plovoucími ostrůvky endemického mechu Campylopus turficola. Vodovodní rozvod z jezera je zdrojem vody pro usedlosti v blízkém okolí. Jezero je také napajedlem koní.

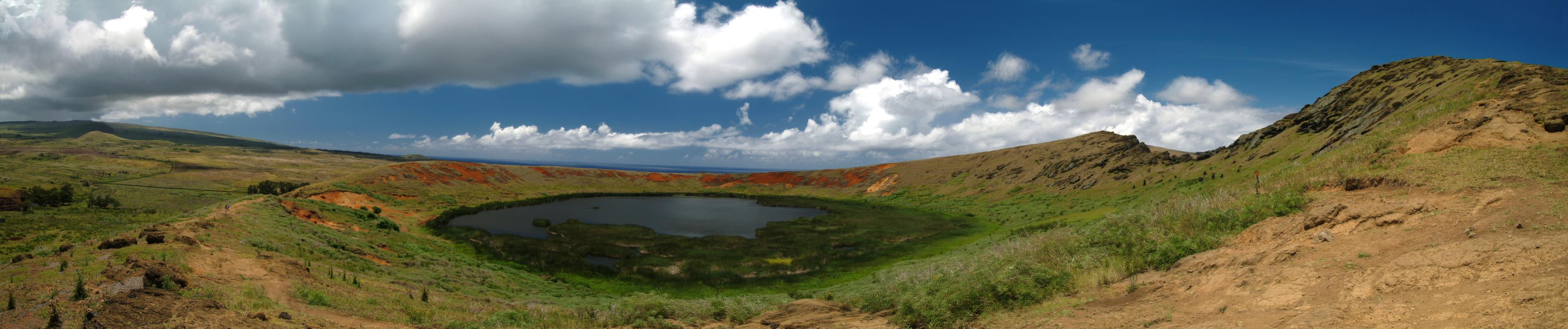
Panorama kráterového jezera Rano Raraku

## Chráněná oblast
Kráter Rano Raraku je součástí Národního parku Rapa Nui, zřízeného roku 1935 chilským ministerstvem pro území a kolonizaci.

## Fauna
V okolí jezera Rano Raraku nežijí žádní vodní ptáci. Ze zpěvného ptactva dnes obývá oblast kolem jezera množství dijuk obecných Diuca diuca a vrabců Passer domesticus a druhy Milvago chimango a Nothoprocta perdicaria. V okolí jezera se vyskytují vážky Neuroptera.

## Flóra
V okolí jezera se endemicky vyskytuje křivonožka Campylopus turficola.

## Tufový lom a sochy Moai

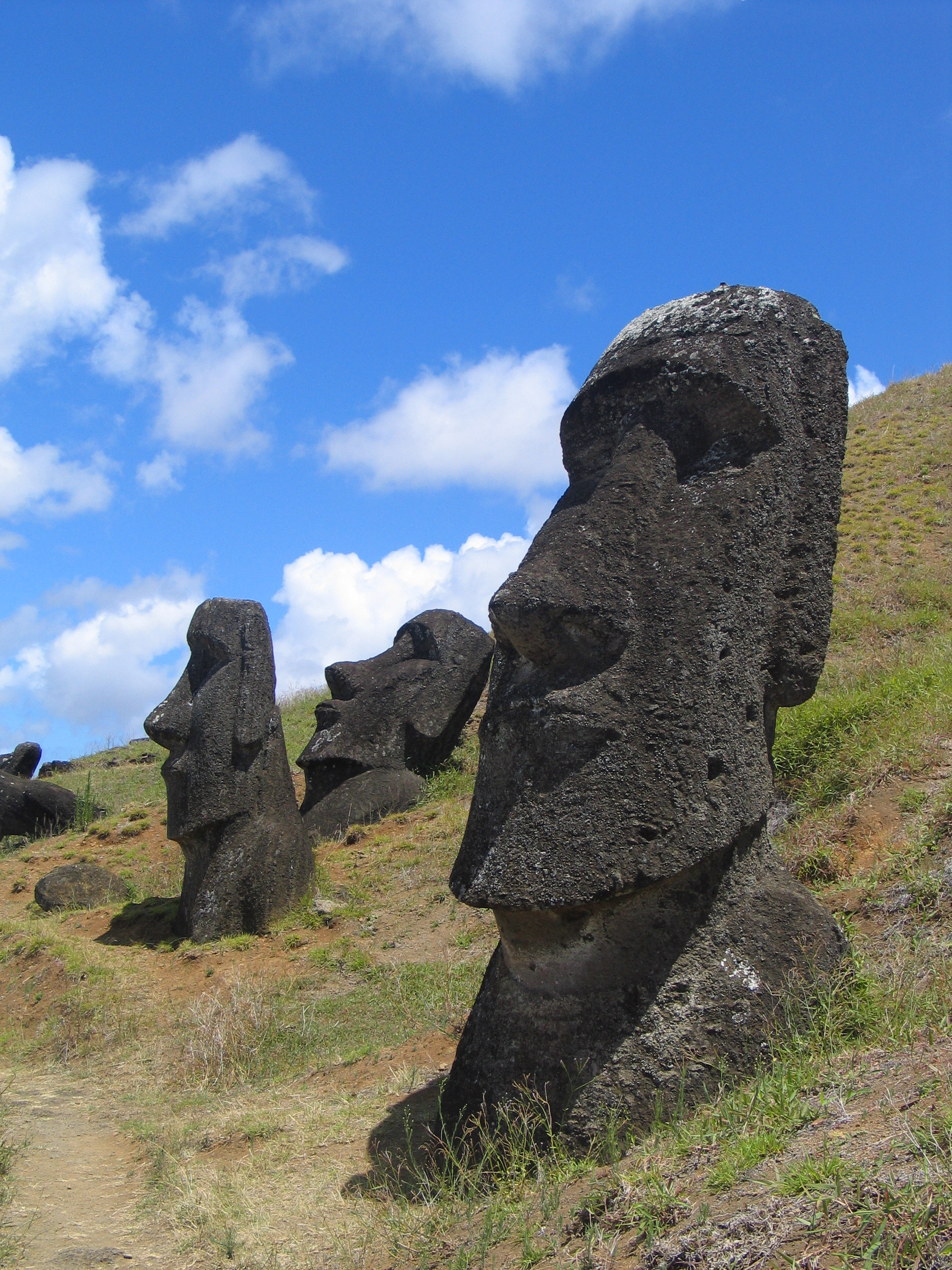
Moai u Rano Raraku

### Nedokončené sochy
Jižní část kráteru Rano Raraku byla lomem, ze kterého domorodci tesali sochy Moai. Naprostá většina soch na ostrově má původ v lomu Rano Raraku. V lomu se nalézají nedokončené sochy i sochy, jejichž tvorba byla přerušena z důvodu výskytu xenolitu v opracovávaném kusu tufu, z něhož byly sochy tesány. V lomu bylo nalezeno množství nástrojů, většinou opotřebených tesáním.

### Vztyčené Moai
Mimo lom, na vnějším svahu kráteru, ale i uvnitř kráteru mezi hřbetem a kráterovým jezerem je množství soch Moai, které jsou po ramena nebo po bradu v zemi. Od ostatních soch na ostrově se liší tím, že nemají oči a pukao a nebyly svrženy v době ostrovní občanské války.
Mají špičatou základnu, což vylučuje úmysl vztyčit je na ahu plošinách. V okolí kráteru Rano Raraku se nachází téměř 400 soch Moai.

### Tukuturi

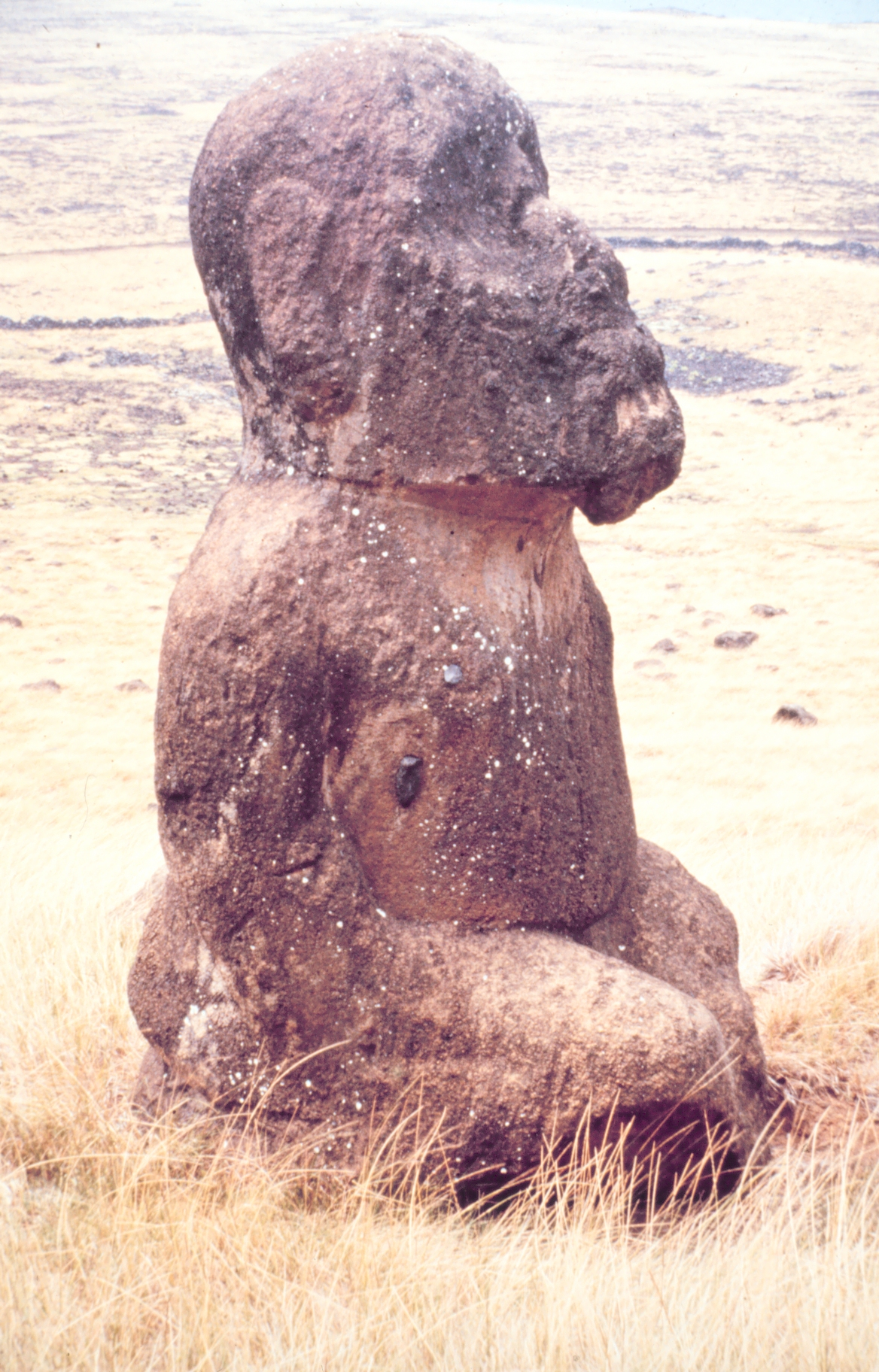
Tukuriki

Zcela výjimečná Moai, nacházející se v areálu Rano Rarako se nazývá Tukuturi. Je to socha s vousy a v klečící poloze, což je mezi sochami Moai jedinečné.
Tukuturi je vytvořena z červené sopečné strusky, nacházející se na Puna Pau. Nebyla tedy vyrobena u Rano Raraku, jen tam byla dopravena. Podle jedné z teorií má vztah ke kultu Ptačího muže a tedy patří k posledním sochám Moai, které kdy byly vytvořeny. Tukuturi byla vykopána během expedicí Thora Heyerdahla konané v letech 1955-56.